# José Picón Sedano
José Antonio Picón Sedano (Santander, Cantabria, 13 de mayo de 1988), conocido como José Picón, es un futbolista español. Juega de Defensa y se caracteriza por su velocidad, agresividad, y calidad para sacar el balón jugado, una de sus virtudes también es el juego aéreo a pesar de su 1,85 de altura. Actualmente juega en Segunda RFEF en la UM Escobedo

## Trayectoria
Picón llegó a las categorías inferiores del Racing en 1998, procedente del Monte. Picón no pasó desapercibido para los seleccionadores de las categorías inferiores de la selección española convocándolo para la sub-16, sub-17 y sub-18. En el 2009 de la mano de Muñiz debutó en el primer equipo (y en primera división) el 23 de abril de 2009, en el partido que acabó con victoria del Racing por 5 goles a 1 ante el Atlético de Madrid.
Formó parte del conjunto de jugadores que realizó con el Racing la pretemporada de la campaña 2010/11 para después ser cedido al Pontevedra Club de Fútbol.
En la pretemporada de la campaña 2011/12 Picón se ganó la confianza de Héctor Cúper y volvió a formar parte del equipo del Racing, fue alineado en el primer partido de liga ante el valencia en el que terminó con un resultado de 4 goles a 3, en el que Picón se tuvo que retirar lesionado en el minuto 70 cuando el resultado era de 2 a 3 a favor del Racing, Picón tras la marcha de Cuper intervino en varios partidos con actuaciones bastante destacadas, aunque sin tener la fortuna de darle continuidad, terminando contrato con el Racing de Santander y quedando libre.
A finales de agosto, nada más comenzar la temporada 2012-13, fichó por el Club Deportivo Atlético Baleares de Segunda B, donde una lesión de rodilla le privó de jugar la mayor parte de la temporada.
En la temporada 2013/14 firmó en el Salamanca Athletic, pero como al final no fue inscrito en Segunda B terminó marchándose a Grecia para jugar en el Glyfada FC, donde rescindió contrato antes de Navidad. Más tarde, formaría parte del combinado de sesiones AFE.
En enero de 2014 se convierte en nuevo jugador del FC Cartagena, hasta verano, cuando ficha por la Unión Balompédica Conquense.
En la temporada 2015/16 firma por la Sociedad Deportiva Leioa, club vasco perteneciente al Grupo II de la Segunda División B, donde permanece durante dos temporadas. El 3 de julio de 2017 el Barakaldo Club de Fútbol hace oficial su contratación por una temporada.

## Clubes
| Club                             | País   | Año       |
| -------------------------------- | ------ | --------- |
| Racing de Santander              | España | 2010-2011 |
| Pontevedra Club de Fútbol        | España | 2011      |
| Racing de Santander              | España | 2011-2012 |
| Club Deportivo Atlético Baleares | España | 2012-2013 |
| Glyfada FC                       | Grecia | 2013      |
| FC Cartagena                     | España | 2014      |
| Unión Balompédica Conquense      | España | 2014-2015 |
| Sociedad Deportiva Leioa         | España | 2015-2017 |
| Barakaldo Club de Fútbol         | España | 2017-     |